# Білка (геральдика)
Білка — Геральдична тварина в геральдиці.

## Подання
Як негеральдична фігура, вона була представлена на багатьох гербах протягом кількох століть, але з часом часто замінювалася іншими гербовими фігурами. Істота, зображена на гербі, переважно європейська білка.
Вона може зображуватися сидячою, або у стрибку. Вона також любить сидіти або стрибати на геральдичному дереві чи гілці. Основний напрямок огляду — геральдично права сторона. Що стосується фарбування (тонування), допускаються всі кольори. Однак для того, щоб наочно представити білку в гербі, перевага віддається червоному кольору. Її можна впізнати за пухнастим хвостом і типовою сидячою позою без жодного опису герба (блазону). Різні тинктури для озброєння (кігтів тощо) зустрічаються не часто. Інколи зображують кілька подібних білок поруч одна з одною, одна на одній або в трикутнику (зазвичай 2:1).
Особливою популярністю користується доповнення з жолудя, горіха або хвойної шишки. Білка тримає передніми лапами ці часто однакові з нею за кольором предмети.

## Приклади
У геральдиці білка символізує мудру і розсудливу людину.
- Заповнення малюнка в гербі Пфрондорфа
- На пні гризе горіх на гербі Бертінгена
- У XVII і ХІХ столітті на гербі Фолькена були зображені ялина, дві білки та два леміші.
- На гербі Ноєнкірхена (біля Грайфсвальда) зображені три золоті білки, кожна з яких тримає золотий горіх.
- На гербі Екернферде червона білка біжить над вежею, що стоїть біля води
- На гербі Райсфельда показано дві червоні білки, розміщені в стовп
- На гербі Тітізе-Нойштадт він зображений на одному з численних хвойних дерев у Шварцвальді — схоже в Аума-Вайдаталь / Грайц (Тюрінгія)
- Ротний герб 5-ї роти 1-го полку зв'язку
- На гербі муніципалітету Пфаффінг (Верхня Австрія) білка з шишкою. Гральні кістки вказують на гру в кості Frankenburg.
- Громади Вестензее та Емкендорф мають у своєму гербі білку з горіхом чи жолудем. Герб сягає XІV століття. Лицарський рід Вестензее, який вимер у ХІХ ст.

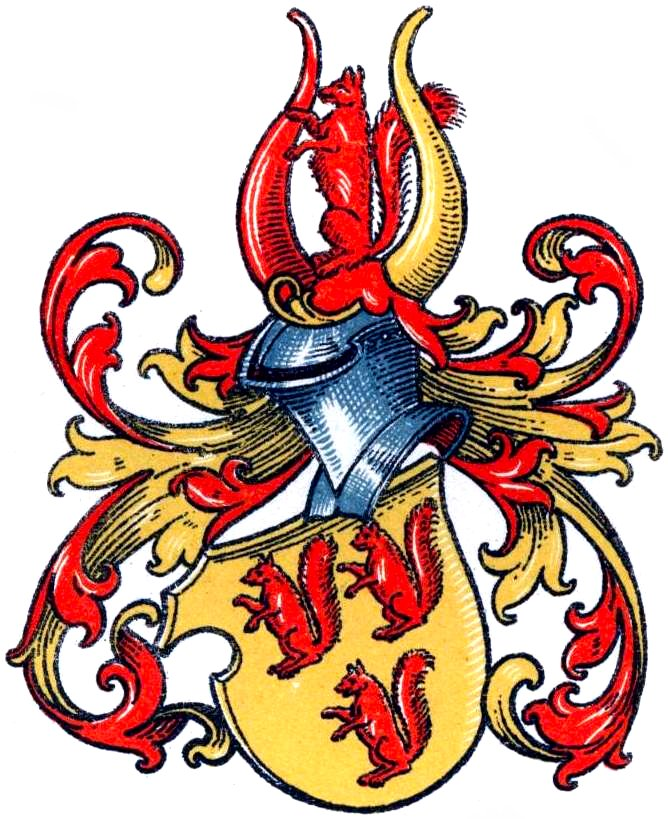
Герб Асведських
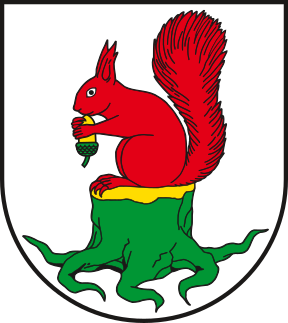
Герб Бертінґена
Герб Емкендорфа
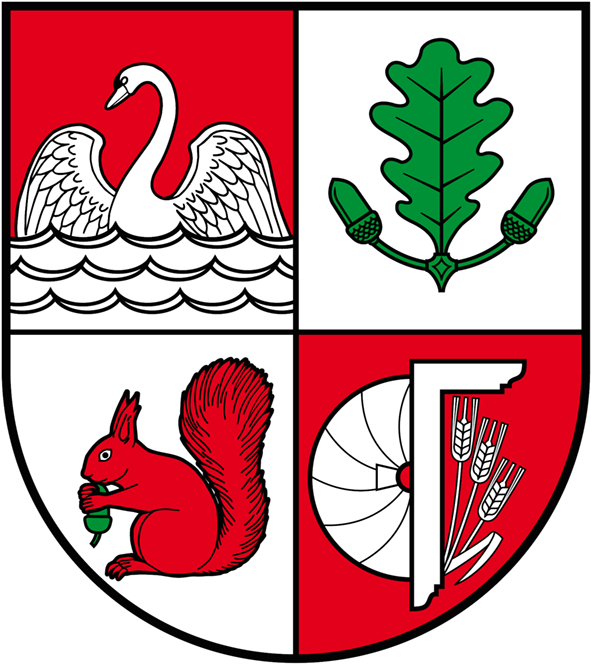
Герб Ангерна
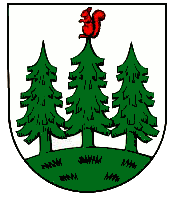
Герб Аума-Вайдаталя
Герб Екернферде
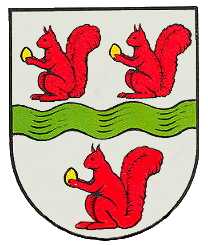
Герб Ерленбаха, район Кайзерслаутерн
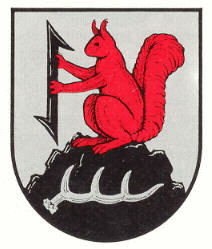
Герб Гіршгорн (Рейнланд-Пфальц)
Герб Ноєнкірхен (Ландгаген)
Герб Тітізе-Нойштадта
Герб району Пфрондорф, Тюбінген
Герб муніципалітету Вестензее
Герб Ойгст-ам-Альбіс, Швейцарія
Герб Нормаркку, Фінляндія
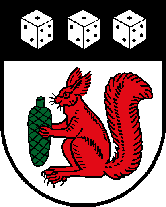
Герб муніципалітету Пфаффінг
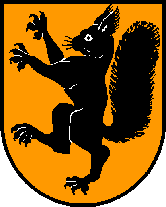
Промовистий герб Вайльбаха, Верхня Австрія
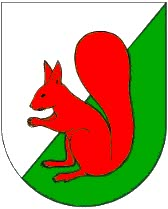
Герб Сенець, Чехія
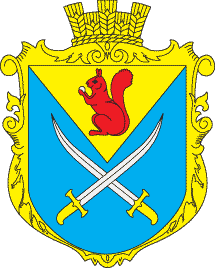
Верхня Білка, Україна
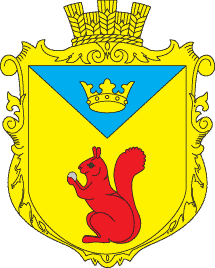
Нижня Білка, Україна
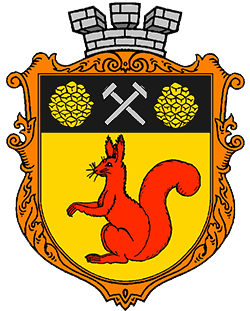
Соснівка (місто), Україна
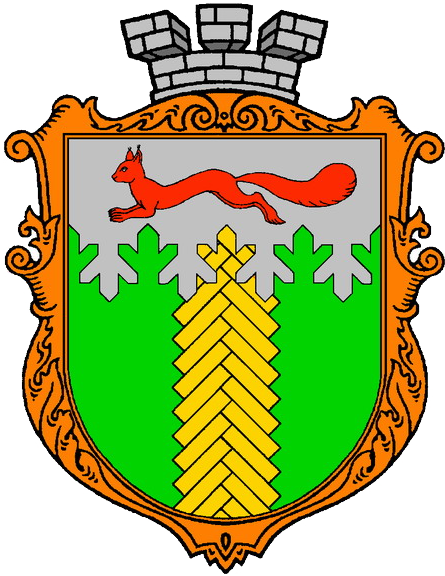
Ківерці, Україна
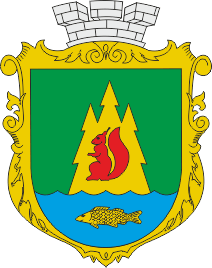
Лугини, Україна
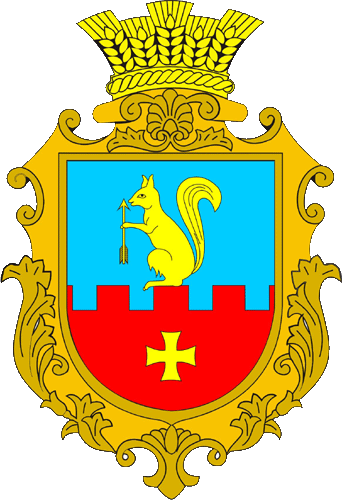
Білка (Охтирський район), Україна